# باراماونت نتورك (قناة تلفزيونية أمريكية)
شبكة باراماونت (بالإنجليزية: Paramount Network) قناة تلفزيونية أمريكية. تملكها مجموعة فاياكوم سي بي إس الإعلامية، تبُثّ برامج تلفزيونية عامة وأفلام. تأسست في 7 مارس، 1983، يقع مقرها في لوس أنجلوس، كالفورنيا.
إعتباراً من فبراير، 2015، — ما يقارب 93,4 مليون أسرة في الولايات المتحدة أي (80% من الأسر التي تمتلك تلفاز) يتلقون بثّ قناة باراماونت.

## برامج القناة

### برامج أصلية
- 2011-الآن: إنقاذ الحانة
- 2013-الآن: شرطة
- 2015-الآن: سجن: لاس فيغاس
- 2015-الآن: مسابقة الغناء

## وصلات خارجية
- الموقع الرسمي